# Calcomanía
Una calcomanía (galicismo de décalcomanie) y denominada también pegatina, consiste en una imagen que, mediante la aplicación de agua o calor, se transfiere del soporte original a otra superficie donde queda adherida.
Las calcomanías se distribuyen sobre un soporte de papel o cartulina, que hay que retirar una vez humedecido. Las coloridas imágenes que las forman están tratadas con trementina, materia que posibilita su pegado. Las calcomanías se pueden comprar por pliegos o conseguir como regalo promocional dentro de un producto destinado a los niños: bollería, patatas fritas, chicles, etc.[cita requerida]
Con menor difusión hoy en día, tuvieron gran éxito en España en las décadas de 1960 y 1970, en que se comercializaron pliegos de las más variadas temáticas: educativos (partes del cuerpo, animales), vehículos (trenes, coches, aviones), deportivos (jugadores de fútbol), culturales (personajes populares), frutas, flores, motivos decorativos, banderas, etc.[cita requerida]

## Otros usos de la calcomanía

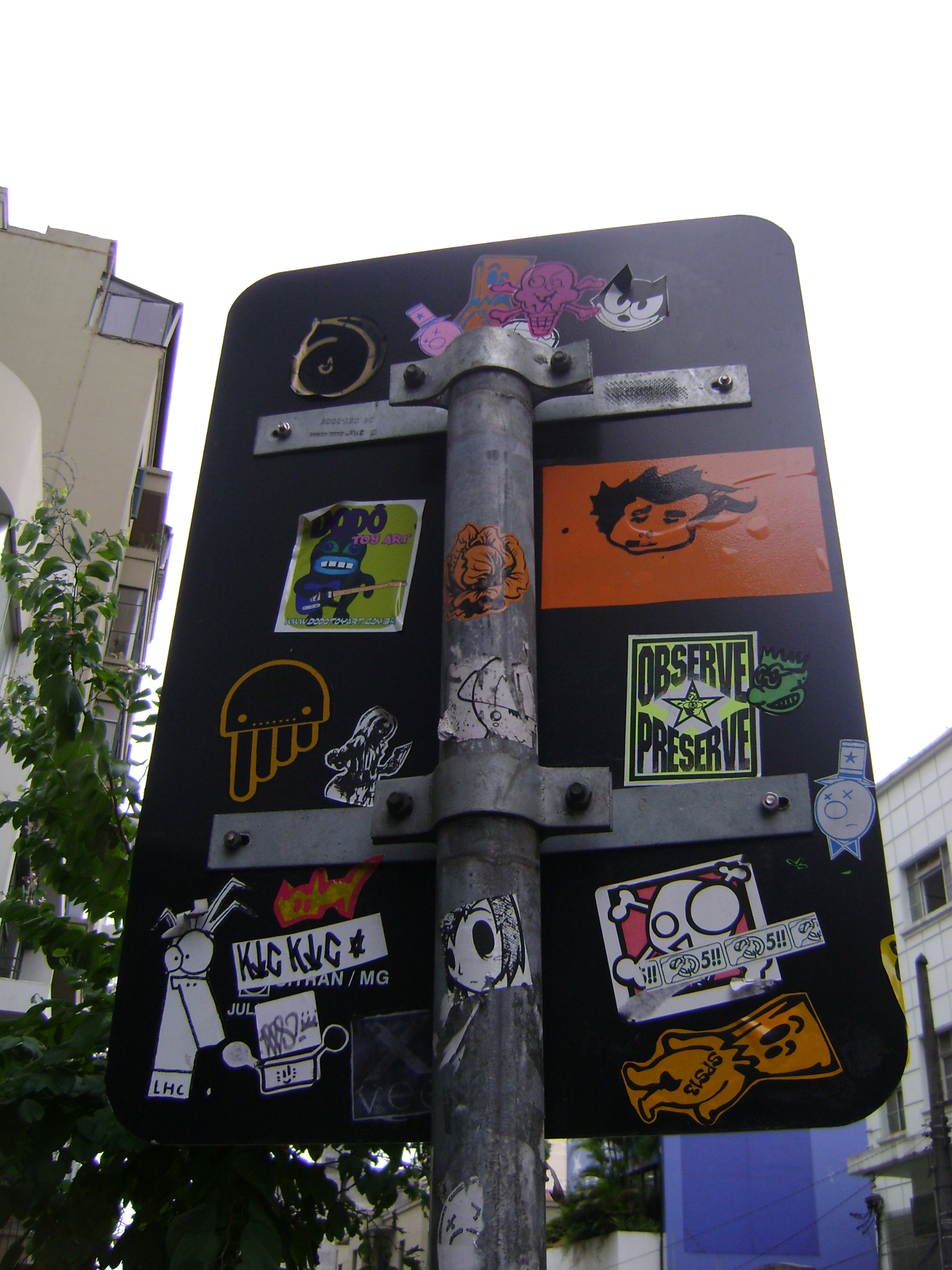
Sticker art en São Paulo, Brasil.

Las calcomanías no sólo constituyen un artículo de entretenimiento, sino que con el mismo principio también sirven de elemento decorativo para muebles, jabones, juguetes, placas, vajillas, etc.[cita requerida]
Gracias a la serigrafía, que es una forma de impresión directa, podemos obtener muchos trabajos.[cita requerida]

### Etiqueta de bombardeo
El sticker art (también conocido como etiqueta de bombardeo, bofetada de marcado, etiquetado y etiqueta) es una forma de arte callejero, una subcategoría de arte posmoderno en el que una imagen o mensaje aparece públicamente usando etiquetas adhesivas. Estas pegatinas pueden promover un programa político, un comentario o cuestión política, comprende una campaña de arte vanguardista.[cita requerida]

## Bulos
Durante los años 1970 circuló en España una leyenda urbana que relataba que las calcomanías llevaban impregnada una sustancia psicoactiva del tipo LSD que al adherirse a la piel se transmitía a la persona con el fin de crearle adicción. Se llegó incluso a repartir octavillas alertando del peligro.